# Eisenbahnunfall von Buena Vista
Der Eisenbahnunfall von Buena Vista war ein Auffahrunfall im Bahnhof Buena Vista in Santa Lucía Cotzumalguapa im Departamento Escuintla in Guatemala, der sich am 20. Dezember 1962 ereignete. 22 Menschen starben.

## Ausgangslage
Der gemischte Zug Nummer 16 war als Nachtzug zwischen Tecún Umán und Guatemala-Stadt unterwegs. Er führte Wagen der 1. und 2. Klasse sowie darüber hinaus Güterwagen. Der Zug war gegen 18 Uhr in Tecún Umán abgefahren und traf nach etwa acht Stunden, verspätet, im Bahnhof Buena Vista ein. Dort wurde die Lokomotive abgekuppelt, um einen mit Vieh beladenen Güterwagen dem Zug beizustellen. Während des Rangiervorgangs sollte der Zugführer des gemischten Zuges diesen mit einer Signallampe nach hinten absichern.
Dem Zug Nr. 16 folgte ein Güterzug. Er bestand aus der Dampflokomotive 604 und 35 Güterwagen, die mit Bananen beladen waren.

## Unfallhergang
Nach Aussage des Lokomotivführers des folgenden Güterzuges habe der Zugführer des gemischten Zuges nicht in ausreichendem Abstand hinter seinem Zug gestanden, so dass es ihm nicht mehr möglich war, rechtzeitig zu bremsen. Um 2.20 Uhr fuhr der Güterzug auf die am Schluss des Zuges eingestellten Personenwagen auf.

## Folgen
Bei dem Unfall starben 22 Menschen, 45 weitere wurden darüber hinaus verletzt.